# غريغ كان
غريغ كان (بالإنجليزية: Greg Kane)‏ هو لاعب اتحاد الرغبي نيوزلندي، ولد في 12 أكتوبر 1952 في تاورانجا في نيوزيلندا.